# Глушник (акустичний фільтр)

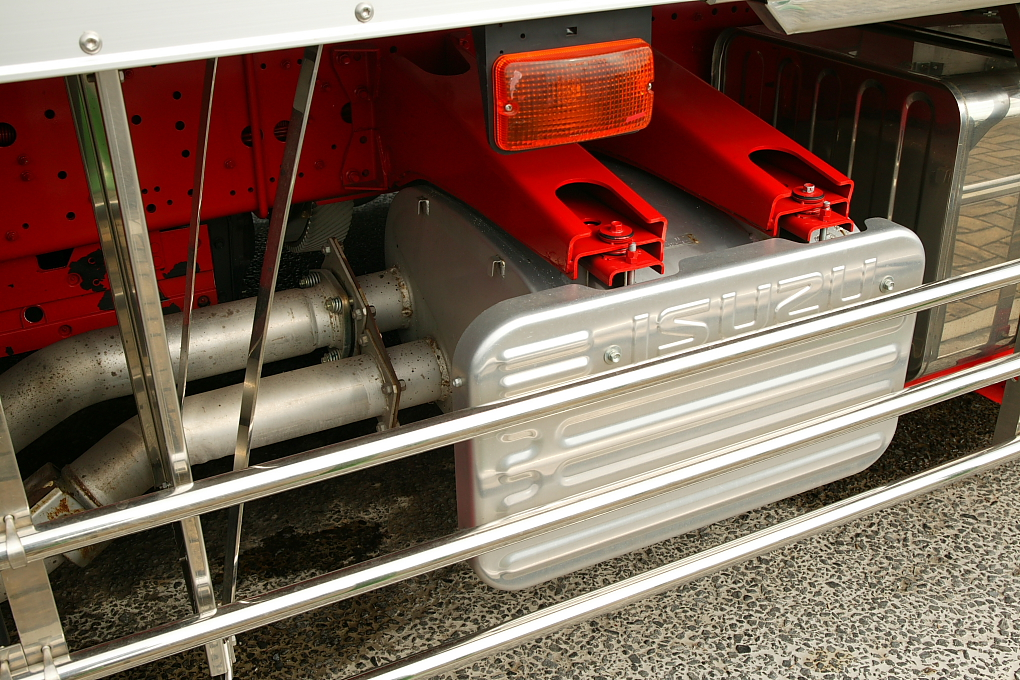
Глушник вантажівки Isuzu GIGA

Глушни́к (акустичний фільтр) — пристрій, що застосовується в техніці для зниження шуму, який створюють відпрацьовані гази двигуна.
Конструкція глушника включає декілька камер, зі сполученнями, що мають відносно великий питомий акустичний опір, завдяки чому зменшується коливання амплітуди тиску на виході глушника.

## Автомобільний глушник
Глушник є важливим конструктивним елементом випускної системи, на який покладаються наступні функції:
- зниження рівня шуму вихлопних газів;
- перетворення енергії відпрацьованих газів, зменшення їх швидкості, температури та пульсації.

У глушнику використовується декілька методів зниження рівня шуму, що ґрунтуються на:
- розширенні (звуженні) потоку відпрацьованих газів;
- зміні напрямку потоку вихлопних газів;
- інтерференції звукових хвиль;
- поглинанні звукових хвиль.

Для досягнення найбільшого ефекту дані технології в глушниках використовуються, зазвичай, в комплексі.
У сучасних автомобілях встановлюється від одного до п'яти глушників, а у переважні більшості — два. Найближчий до двигуна глушник називається попереднім (переднім) глушником або резонатором. За ним знаходиться основний (задній) глушник. Для кожної конкретної моделі автомобіля і марки двигуна використовується свій набір глушників.
Резонатор — це ємність особливої форми, у якій відбувається початкове зниження шуму внаслідок зменшення швидкості і пульсацій вихлопних газів. В резонаторі відбувається відбиття хвиль вихлопу і утворення стоячих хвиль, звідки і пішла назва цього компоненту.
В основному глушнику відбувається основне зниження шуму вихлопних газів. Зазвичай, це ємність з певним чином розташованими перегородками і трубками, що утворюють лабіринт великої довжини. При проходженні через цей лабіринт вихлопні гази розділяються на безліч потоків, звукова енергія гаситься і перетворюється в тепло, а пульсації тиску поглинаються. В результаті на виході з глушника вихлопні гази мають меншу швидкість і створюють значно менший шум.
На спортивних автомобілях, а також при тюнінгуванні автомобіля встановлюються так звані прямоточні глушники, що забезпечують приріст потужності двигуна.

## Глушник для повітряних компресорів
Глушник повітряного компресору (англ. air compressor silencer) зазвичай включає в себе повітряний фільтр. Промислові глушники компресорів покращують фільтрацію повітря на вході та одночасно зменшують шум. Зменшення шуму невеликих компресорів складає 3-4 дБ.